# Ingavi (municipio)
Ingavi es una localidad y un municipio de Bolivia, ubicado en la región de la Amazonía. Administrativamente es uno de los dos municipios que conforman la provincia de Abuná en el departamento de Pando.
Según el último censo oficial realizado por el Instituto Nacional de Estadística de Bolivia (INE) en 2012, el municipio cuenta con una población de 1.654 habitantes y está situado a una altitud promedio de 165 metros sobre el nivel del mar.
El municipio posee una extensión superficial de 5.429 km², pero una población 1.654 habitantes, dando resultando a una densidad de población de 0,3 hab/km² (habitante por kilómetro cuadrado). 

## Demografía
De acuerdo con el censo boliviano de 2024, la población del municipio de Ingavi es de 2 584 habitantes.
La población del municipio aumentó más del doble entre 1992 y 2024:
| Año  | Habitantes (municipio) | Fuente                  |
| ---- | ---------------------- | ----------------------- |
| 1992 | 1 077                  | Censo boliviano de 1992 |
| 2001 | 899                    | Censo boliviano de 2001 |
| 2012 | 1 654                  | Censo boliviano de 2012 |
| 2024 | 2 584                  | Censo boliviano de 2024 |